# Mir (display server)
Mir je počítačový display server pro Linux, vyvíjený společností Canonical Ltd. Jeho účelem je, aby nahradil stávající X Window System pro systém Ubuntu.
Mir byl ohlášen společností Canonical Ltd. 4. března 2013. Byl vyvíjen jako základ vývoje rozhraní Unity 8, další generace rozhraní Unity.

## Architektura softwaru
Mir, stejně jako Wayland, je postaven na EGL a používá některé originální prvky vyvinuté pro Wayland například Mesa 3D – EGL implementaci a vrstvu libhybris Kompatibilní verze pro X, XMir, je založena na XWaylandu.
Další části infrastruktury použité v Mir původně vznikly pro Android. Tyto části zahrnují „androidí“ vstupní zásobník. a Protocol Buffers. Detaily implementace správy paměti, stejně jako u androidu, využívá server-allocated buffers, které zaměstnanec Canonicalu Christopher Halse Rogers označil jako potřebné pro „svět ARMu a grafický zásobník systému Android“.
Podle Ryana Paula z Ars Technica,
Některé výhody, které Mir eventuálně nabídne, zahrnují nižší režijní náklady pro display, více plynulé přechody mezi módy displaye během bootovacího procesu, bohatší obstarávání vstupu, které usnadní podporu věcí jako například gesta, větší podporu pro systémy s přepínatelným grafickým hardwarem (například notebooky mohou dynamicky přepínat mezi vestavěnou a „herní“ grafickou kartou), a lepší komunikaci aplikací (což pomůže zlepšit operace jako drag and drop a práci se schránkou).

## Přijetí
K září 2013 je jediné počítačové prostředí, které má nativní podporu pro Mir, Unity 8 od Canonicalu.
Žádná další linuxová distribuce neoznámila plány integrovat Mir jako výchozí display manager.
23. července 2013 vývojář Compiz Sam Spilsbury oznámil využitelnost portu XBMC na Mir. based on the previous proof-of-concept port of XBMC to Wayland. Stejný den vývojář Canonicalu Oliver Ries potvrdil, že „toto je první nativní klient na Miru v divočině“.
Mezi derivacemi Ubuntu, využívající jiné prostředí než Unity, vývojáři Xubuntu v srpnu 2013 oznámili, že by rádi ohodnotili funkční Xfce přes Xmir, ale po třech týdnech se rozhodli od tohoto upustit.

### Ubuntu
V červnu 2013 Canonical veřejně oznámil dosažení milníku ve vývoji Mir a připravenost nasazení XMir s Unity 7 jako výchozí a čistý X11 jako nouzové řešení v Ubuntu 13.10, odstranění X11 v Ubuntu 14.04 LTS, a Unity 8 běžící nativně na Mir od Ubuntu 14.10.
Později 1. října 2013 Canonical odložil jejich plány s Mir pro osobní počítače a nepoužil XMir jako výchozí server v Ubuntu 13.10. Ubuntu Touch má nicméně za cíl doručit Mir ve smartphone verzi Unity 8.

## Kontroverze
V březnu 2013 byl Mir označen Canonicalem jako náhrada za display server X.Org v Ubuntu. V roce 2010 oznámil, že by mohl použít Wayland.
Objevilo se několik obhajob i námitek od lidí se stejnými nebo ovlivněnými projekty.